# 켈 헤이크
켈 헤이크(Keld Heick, 1946년 2월 24일 ~ )는 덴마크의 가수이다.